# WTA-toernooi van Dalian
Het WTA-toernooi van Dalian was een jaarlijks terugkerend tennistoernooi voor vrouwen dat werd georganiseerd in de Chinese havenstad Dalian. De officiële naam van het toernooi was Dalian Women's Tennis Open.
De WTA organiseerde het toernooi, dat in de categorie "Challenger" viwl en werd gespeeld op hardcourtbanen.
Het toernooi vond in 2015 voor het eerst plaats, en in 2017 voor het laatst.

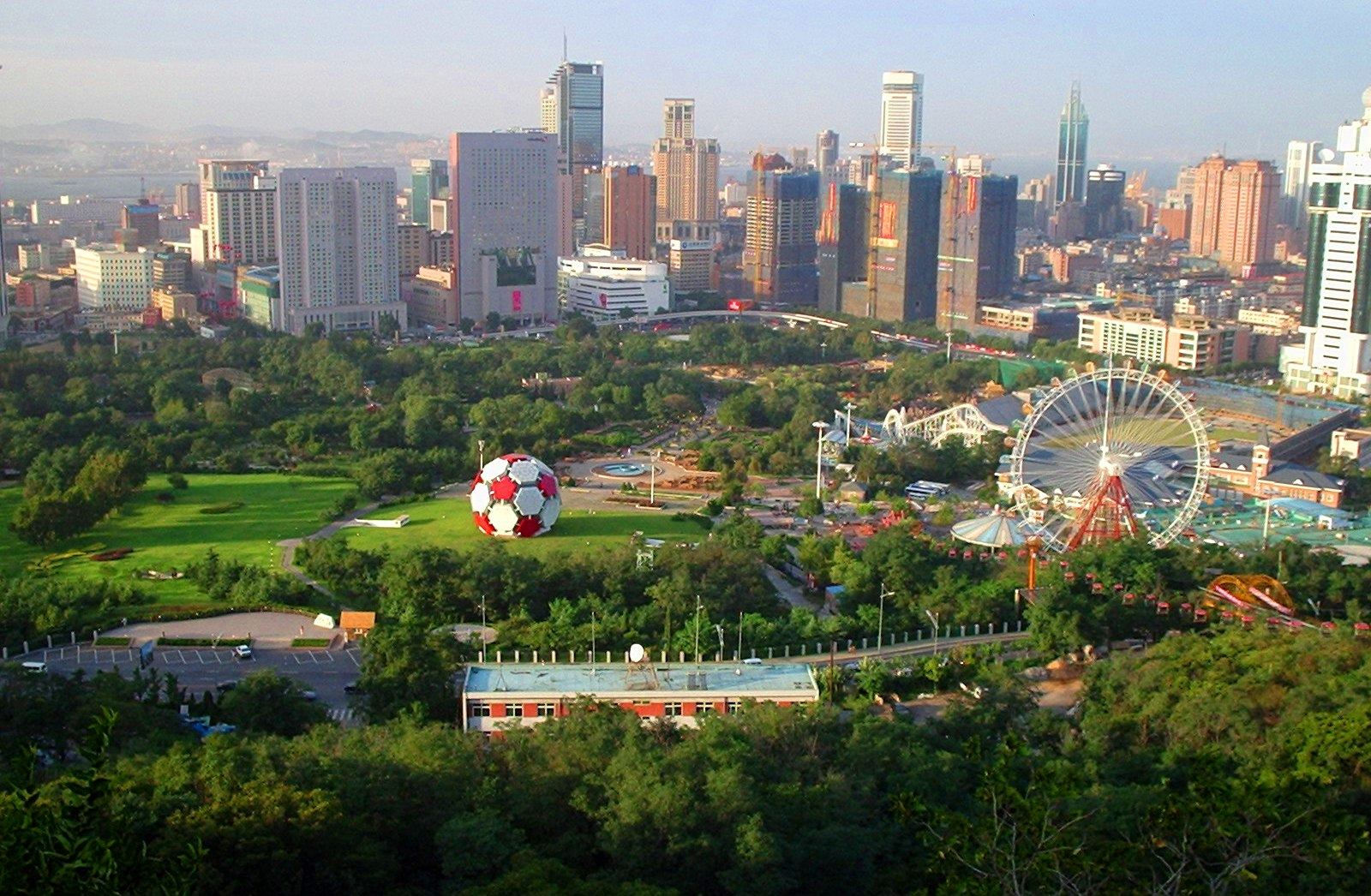
Skyline van Dalian

## Finales

### Enkelspel
| Datum      | Naam                       | Cat.       | ($)     | Ondergrond        | Winnares          | Verliezend finaliste | Uitslag             |         |
| ---------- | -------------------------- | ---------- | ------- | ----------------- | ----------------- | -------------------- | ------------------- | ------- |
| 2015-09-08 | Dalian Women's Tennis Open | Challenger | 125.000 | hardcourt, buiten | Zheng Saisai      | Julia Glushko        | 2-6, 6-1, 7-5       | details |
| 2016-09-06 | Dalian Women's Tennis Open | Challenger | 125.000 | hardcourt, buiten | Kristýna Plíšková | Misa Eguchi          | 7-5, 4-6, 2-5, opg. | details |
| 2017-09-05 | Dalian Women's Tennis Open | Challenger | 125.000 | hardcourt, buiten | Kateryna Kozlova  | Vera Zvonarjova      | 6-4, 6-2            | details |

### Dubbelspel
| Datum      | Naam                       | Cat.       | ($)     | Ondergrond        | Winnaressen                  | Verliezend finalistes                | Uitslag          |         |
| ---------- | -------------------------- | ---------- | ------- | ----------------- | ---------------------------- | ------------------------------------ | ---------------- | ------- |
| 2015-09-08 | Dalian Women's Tennis Open | Challenger | 125.000 | hardcourt, buiten | Zhang Kailin Zheng Saisai    | Chan Chin-wei Darija Jurak           | 6-3, 6-4         | details |
| 2016-09-06 | Dalian Women's Tennis Open | Challenger | 125.000 | hardcourt, buiten | Lee Ya-hsuan Kotomi Takahata | Nicha Lertpitaksinchai Jessy Rompies | 6-2, 6-1         | details |
| 2017-09-05 | Dalian Women's Tennis Open | Challenger | 125.000 | hardcourt, buiten | Lu Jingjing You Xiaodi       | Guo Hanyu Ye Qiuyu                   | 7-6, 4-6, [10-5] | details |